# Weiss (UK)
Richard Dinsdale, besser bekannt unter seinem Künstlernamen Weiss (UK), ist ein britischer DJ und Musikproduzent der Genres House und Tech House.
Derzeit steht Weiss (UK) bei dem Label Island Records unter Vertrag.
2018 hatte Weiss (UK) einen Auftritt bei den Best of British Awards des britischen DJ Magazine und auf dem Ultra Music Festival in Miami. 2019 ging er in Australien und Nordamerika auf Tour und hatte Auftritte auf internationalen Festivals wie EDC Mexico und Creamfields. Außerdem legt er regelmäßig in Clubs auf Ibiza wie dem Ushuaïa, Pacha, Amnesia und Privilege auf.

## Diskografie

### Singles
- 2015: Our Love
- 2015: The Light
- 2015: Get Em Funk
- 2016: You're Sunshine
- 2016: Rollin
- 2016: She Said
- 2017: Say It To Me (mit Christian Nielsen)
- 2018: Feel My Needs
- 2018: Bergerac
- 2018: Chicken Dinner
- 2019: I Could Get Used To This (mit Becky Hill)
- 2019: Let Me Love You
- 2020: First Sight
- 2020: Where Do We Go?
- 2021: Funk U

Quelle: